# Folkets historia
Folkets historia är en kulturtidskrift som utkommit sedan 1973. Den utgavs ursprungligen av den ideella föreningen Folkets historia, men har efter 1999 publicerats som årsbok genom Wendts förlag i Stockholm.